# 1968년 소비자신용보호법
소비자신용보호법(영어: Consumer Credit Protection Act, CCPA)은 미국 법전 Pub.L. 90–321, 82 Stat. 146, 1968년 5월 29일 제정으로, 소비자 신용과 관련된 여러 조항으로 구성되어 있으며 주로 제1조 대부업의 진실법, 제2조 과도한 신용 거래 관련, 제3조 임금 압류 제한 관련, 제4조 전국 소비자 금융 위원회 관련 내용이 포함되어 있다.
임금 압류 제한은 직원들이 한 가지 채무로 인해 임금이 압류되었다는 이유로 고용주로부터 해고되는 것을 막는다. 미국 노동부의 임금 및 시간 부서가 이 조항들을 집행한다. 신용의 정보에 입각한 사용은 미국 의회가 관리하며, 다양한 금융기관들이 소비자 신용의 확장에 참여하여 경쟁을 통해 경제 활동을 강화하고 정보에 입각한 신용 사용으로 더욱 견고해질 수 있도록 안정화한다.
조항들:
- 대부업의 진실법
- 공정신용보고법
- 신용복구기관법
- 공정채무추심관행법